# サンタクロースがやってきた
『サンタクロースがやってきた』は、2013年12月14日に公開された蜂須賀健太郎監督による日本・フィンランド合作映画。本物のサンタクロースが生活するフィンランドのラップランド、ロヴァニエミにあるサンタクロース村で撮影を敢行。日本にやってきたサンタクロースの活動の模様と合わせて描かれるセミ・ドキュメンタリー映画。第27回福岡アジア映画祭パノラマ部門招待作品。

## キャスト
- 日本語ナレーション：三田寛子
- サンタクロース（声）：井上則弘

## スタッフ
- 監督：蜂須賀健太郎
- 撮影：高間賢治
- 主題歌：ミッキー・カーチス「ジングルベル」